# لیلی گلادستون
لیلی گلادستون (انگلیسی: Lily Gladstone؛ زادهٔ ۲ اوت ۱۹۸۶) بازیگر آمریکایی است. او در فیلم‌های مستقل برخی زنان (۲۰۱۶) و اولین گاو (۲۰۱۹) با فیلم‌ساز کلی رایکارد همکاری کرده‌است. او برای برخی زنان برندهٔ جایزه انجمن منتقدان فیلم لس‌آنجلس برای بهترین بازیگر نقش مکمل زن شد.
نقش‌های گلادستون در تلویزیون شامل میلیاردها (۲۰۱۹–۲۰۲۳) و سگ‌های ولگرد (۲۰۲۱–۲۰۲۳) می‌شوند. او در سال ۲۰۲۳ بابت بازی در نقش مولی کایل در فیلم جنایی قاتلان ماه گل ساختهٔ مارتین اسکورسیزی مورد تحسین قرار گرفت و نخستین آمریکایی سرخ‌پوستی شد که برندهٔ جایزه گلدن گلوب بهترین بازیگر زن – فیلم درام می‌شود.

## زندگی شخصی

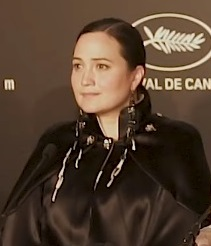
گلدستون در جشنواره فیلم کن ۲۰۲۳

گلادستون ترجیح می‌دهد هم با ضمیر she و هم با ضمیر they شناخته شود. او در سال ۲۰۲۳ توضیح داد: «در بیشتر زبان‌های بومی سرخ‌پوست که بلک‌فوت شامل آن می‌شود، هیچ ضمایر جنسیتی وجود ندارد». او عقیده داشت به کار بردن این ضمایر توسط خودش، روشی برای استعمارزدایی جنسیت است.

## فیلم‌شناسی

### فیلم
| سال   | عنوان                               | نقش               | توضیحات               |
| ----- | ----------------------------------- | ----------------- | --------------------- |
| ۲۰۱۲  | جیمی پی: روان‌درمانی یک سرخپوست دشتی | سانشاین فرست رایس |                       |
| ۲۰۱۳  | زمستان در خون                       | مارلین            |                       |
| ۲۰۱۶  | برخی زنان                           | دامدار            |                       |
| ۲۰۱۶  | دل بد باستر                         | دربان شیفت صبح    |                       |
| ۲۰۱۷  | ترک گفتن                            | لیلا              |                       |
| ۲۰۱۹  | اولین گاو                           | همسر چیف فکتور    |                       |
| ۲۰۲۲  | کشور ناشناخته                       | تانا              | همچنین نویسنده داستان |
| ۲۰۲۲  | کابوی‌های کوانتومی                   | لیندی             |                       |
| ۲۰۲۲  | آخرین شکار تبهکار                   | ماریا             |                       |
| ۲۰۲۳  | رقص فانتزی                          | جاکس              |                       |
| ۲۰۲۳  | قاتلان ماه گل                       | مولی برکهارت      |                       |
| ۲۰۲۴  | جازی                                | تانا              |                       |
| ۲۰۲۵  | ضیافت عروسی                         | لی                |                       |
| آینده | به یادبود                           |                   |                       |

### تلویزیون
| سال     | عنوان            | نقش               | توضیحات                |
| ------- | ---------------- | ----------------- | ---------------------- |
| ۲۰۱۷    | پوست‌کنده         | کارول کلاغ قرمز   | قسمت آزمایشی           |
| ۲۰۱۷    | دوره آموزشی سریع | میزبان            | ۱۵ قسمت                |
| ۲۰۱۷–۲۰ | اتاق ۱۰۴         | اپراتور ۹۱۱ / ابی | ۲ قسمت                 |
| ۲۰۱۹–۲۳ | میلیاردها        | رکسان             | ۶ قسمت                 |
| ۲۰۲۱    | توکا و برتی      | مکانیک هاوک (صدا) | قسمت: «مکانیک پرندگان» |
| ۲۰۲۲–۲۳ | سگ‌های ولگرد      | هاکتی             | ۲ قسمت                 |
| آینده   | زیر پل           | کم بنتلند         |                        |